# فرانك باركر
فرانك باركر (بالإنجليزية: Frank Parker)‏ مواليد 31 يناير 1916 في ميلواكي - الوفاة 24 يوليو 1997 في سان دييغو، كان لاعب كرة مضرب أمريكي بدأ مسيرته كمحترف سنة 1949 وكان يلعب باليد اليمنى، اعتزل اللعب في 1971. كما أنه أحد أبطال الجراند سلام. أعلى تصنيف له في الفردي كان المركز الـ 1 في سنة 1948.

## بطولات حققها
- بطولة ويمبلدون

## النهائيات

### الفردي
اللقب (4), الوصافة (2)
| الحصيلة | السنة | البطولة                     | الأرضية | المنافس في النهائي | النتيجة في النهائي      |
| ------- | ----- | --------------------------- | ------- | ------------------ | ----------------------- |
| الوصافة | 1942  | بطولة أمريكا المفتوحة للتنس | عشبية   | تيد شرودر          | 6–8, 5–7, 6–3, 6–4, 2–6 |
| الفوز   | 1944  | البطولة الأمريكية           | عشبية   | بيل تالبرت         | 6–4, 3–6, 6–3, 6–3      |
| الفوز   | 1945  | البطولة الأمريكية           | عشبية   | وليام تالبرت       | 14–12, 6–1, 6–2         |
| الوصافة | 1947  | البطولة الأمريكية           | عشبية   | جاك كرامر          | 6–4, 6–2, 1–6, 0–6, 3–6 |
| الفوز   | 1948  | دورة رولان غاروس الدولية    | ترابية  | ياروسلاف دروبني    | 6–4, 7–5, 5–7, 8–6      |
| الفوز   | 1949  | البطولة الفرنسية            | ترابية  | بادج باتي          | 6–3, 1–6, 6–1, 6–4      |

## روابط خارجية
- فرانك باركر على موقع رابطة محترفي التنس (الإنجليزية)
- فرانك باركر على موقع الاتحاد الدولي لكرة المضرب (الإنجليزية)
- فرانك باركر على موقع كأس ديفيز (الإنجليزية)
- فرانك باركر على موقع قاعة مشاهير كرة المضرب الدولية (الإنجليزية)
- فرانك باركر على موقع خلاصة التنس.كوم (الإنجليزية)